# SL Benfica de Macau
Benfica de Macau is een voetbalclub uit Taipa. Benfica speelt in de Liga de Elite, de eerste voetbalklasse in Macau.

## Geschiedenis
Op 21 augustus 2016 werd Benfica de Macau de eerste ploeg uit Macau die een AFC match won door met 4-2 te winnen van Rovers FC uit Guam.
In 2018 werd Benfica de Macau de eerste club uit Macau die deelnam aan de groepsfase van de AFC Cup. Op 7 maart 2018 won Benfica met 3-2 van Hang Yuen FC uit Taiwan en werd zo de eerste club uit Macau om een wedstrijd in de AFC Cup groepsfase te winnen.

## Erelijst
Liga de Elite (7): 2014, 2015, 2016, 2017, 2018, 2020, 2024
Taça de Macau (3): 2013, 2014, 2017